# Stuttgart-Express-Klasse
Die 1977/78 in Dienst gestellte Stuttgart-Express-Klasse der Reederei Hapag-Lloyd bestand aus vier Containerschiffen.

## Einzelheiten
Die vier Schiffe der Stuttgart Express-Baureihe der Lübecker Flender-Werft wurden in den Jahren 1977/78 für die Hamburger Reederei Hapag-Lloyd gebaut. Die Containerschiffe wurden im Nordatlantik-Containerdienst zwischen Nordeuropa und der Ostküste Nordamerikas eingesetzt, wo sie die Schiffe der Elbe-Express-Klasse ablösten. Die Schwesterschiffe der Stuttgart Express waren die Köln Express, Nürnberg Express und Düsseldorf Express.
Das Typschiff der Serie war die Stuttgart Express. Sie wurde am 11. März 1977 nach der Taufe durch Waltrude Schleyer als Bau-Nr. 615 der Flender-Werft zu Wasser gelassen und am 29. September des Jahres an die Reederei übergeben worden. Die rund 210 Meter langen und 32,30 Meter breiten Schiff waren mit etwa 33.000 BRT vermessen und besaßen eine Tragfähigkeit von knapp 32.500 tdw. Die Kapazität betrug anfangs 1758 TEU, von denen 732 TEU an Deck und 1026 TEU in den zehn Luken gestaut werden können. Es waren rund 150 Kühlcontaineranschlüsse vorhanden. Als Antrieb diente ein MAN-Zweitakt-Dieselmotor des Typs K 10 SZ 90/160 A mit 10 Zylindern, der rund 33.000 PS leistete und dem Schiff zu einer Geschwindigkeit von etwa 21,5 Knoten verhalf. Hauptmotor, Hilfsdiesel und der Notdiesel-Generator waren ebenso, wie der restliche Maschinenbetrieb automatisiert und konnten wachfrei von der Brücke gefahren werden. Die An- und Ablegemanöver werden durch ein Bugstrahlruder unterstützt. Weiterhin standen Flossenstabilisatoren zur Verfügung.
Für die Unterbringung der Besatzung waren ausschließlich Einzelkammern vorhanden.
In der Zeit vom 26. Juli bis zum 12. Dezember 1985 wurden alle vier Schiffe der Stuttgart-Express-Klasse bei Blohm + Voss in Hamburg um circa 30 Meter verlängert. Die Vermessung vergrößerte sich durch den Umbau auf 39981 BRT, die Tragfähigkeit auf 40849 tdw. Die 240,52 Meter langen Schiffe besaßen nach der Verlängerung eine Container-Kapazität von 2594 TEU.
In den Jahren 1992/93 verkaufte Hapag-Lloyd die Schiffe an andere Reedereien. Nach weiteren Betriebsjahren und mehreren Umbenennungen wurden die Schiffe in den Jahren 2009/10 schließlich zum Abwracken nach Indien bzw. Pakistan verkauft.

## Bauliste
| Stuttgart-Express-Klasse | Stuttgart-Express-Klasse | Stuttgart-Express-Klasse | Stuttgart-Express-Klasse                        | Stuttgart-Express-Klasse |
| Bauname                  | Bau- nummer              | IMO- Nummer              | Kiellegung Stapellauf Ablieferung               | Umbenennungen und Verbleib                                                                                                   |
| ------------------------ | ------------------------ | ------------------------ | ----------------------------------------------- | --- |
| Stuttgart Express        | 615                      | 7502904                  | 9. August 1976 11. März 1977 29. September 1977 | Maersk Algeciras (1992) → New York Express (1996) → Zim Eilat I (1998) → MSC Serena (2002) → 2009 in Indien abgebrochen      |
| Düsseldorf Express       | 616                      | 7502916                  | 4. Oktober 1976 27. Mai 1977 6. Dezember 1977   | Rotterdam Express (1997) → Houston Express (2000) → MSC Austria (2003) → 2009 in Pakistan abgebrochen                        |
| Nürnberg Express         | 617                      | 7502928                  | 21. März 1977 11. November 1977 22. März 1978   | Nuernberg Atlantic (1987) → Nürnberg Express (1993) → Genua Express (2000) → MSC Germany (2003) → 2009 in Indien abgebrochen |
| Köln Express             | 618                      | 7502930                  | 6. Juni 1977 15. Dezember 1977 20. Juli 1978    | Koeln Atlantic (1987) → Köln Express (1993) → MSC Mexico (2003) → Maxi (2010) → ab Juni 2010 in Alang abgebrochen            |